# Gand-Wervik
Gand-Wervik est une course cycliste belge, disputée de 1960 à 1998 entre Gand dans la province de Flandre-Orientale et Wervik dans la province de Flandre-Occidentale.

## Palmarès
| Année | Vainqueur            | Deuxième                 | Troisième                |
| ----- | -------------------- | ------------------------ | ------------------------ |
| 1960  | Willy Vermote        | Bernard Van De Kerckhove |                          |
| 1963  | Ludo Vandromme       |                          |                          |
| 1964  | Romain Furnière      |                          |                          |
| 1965  | Romain Furnière      | Jérôme Kegels            |                          |
| 1966  | Ronny Van de Vijver  | Jean-Marie Sohier        | Eddy Reyniers            |
| 1967  | Roger De Vlaeminck   | Eric Leman               |                          |
| 1968  | Alfons Scheys        | Roger De Vlaeminck       | André Dierickx           |
| 1969  | Rik Van Linden       | Etienne Antheunis (nl)   | Jaak Clauwaert           |
| 1970  | Jozef Abelshausen    | Eric Vermeeren           | Marc Demeyer             |
| 1971  | José Vanackere       | Herman Beysens           | Ghislain Cael            |
| 1972  | Roger Verschaeve     | Roland Boulard           | Ghislain Cael            |
| 1973  | Karel Rottiers       | Jos Jacobs               | Willem Peeters           |
| 1974  | Marc Steels          | Frans Van Vlierberghe    | Bertil Cael              |
| 1975  | Étienne De Beule     | Ronan De Meyer (nl)      | Paul Clinckart           |
| 1976  | Étienne De Beule     | Ludwig Wijnants          | Alain De Roo             |
| 1977  | Walter Schoonjans    | Patrick Lerno (de)       |                          |
| 1978  | Walter Schoonjans    | Dirk Van de Weghe        | Jan Bogaert              |
| 1979  | Patrick Vermeulen    | Dirk Demol               |                          |
| 1980  | Rudy Dhaenens        | Roland Coupillie         |                          |
| 1981  | Paul Haghedooren     | Marc Maertens            | Luc Meersman             |
| 1982  | Francesco Cesarini   | Allan Peiper             | Martin Durant            |
| 1983  | Gino Ligneel         | Rudy De Clercq           | Rudy De Vijlder          |
| 1984  | Geert Van Speybroeck | Peter Sanders            | Dirk Ghyselinck          |
| 1986  | Johan Devos          | Carlos Malfait           | Kurt Van Keirsbulck (nl) |
| 1987  | Gino Lisabeth        | Johan Devos              | Willy Willems            |
| 1988  | Kurt Soenens         | Eddy Vancraeynest        | Luc Dierickx             |
| 1989  | Gilbert Kaes         | Marc Schoutteten         | Laurenz Beauprez         |
| 1990  | Patrick Rasch        | Sergei Smievtkov         | Fabrice Naessens         |
| 1991  | Peep Mikli           | Johan Melsen             | Hans De Clercq           |
| 1992  | Gino Primo           | Eddy Vancraeynest        | Michel Vanhaecke         |
| 1993  | Stefan Sels          | Cedric Van Lommel        | Mark McKay               |
| 1994  | Rik Reinerink        | Frank Høj                | Uwe Preißler             |
| 1995  | Romāns Vainšteins    | Tadeusz Rizi             | Michael De Rycke         |
| 1996  | Peep Mikli           | Dean Jones               | Eddy Vancraeynest        |
| 1997  | Martin van Steen     | David Derique            | Peter Wuyts              |
| 1998  | Raimondas Vilčinskas | Carlo Ménéghetti         | Danny Van Looy           |